# Гармонічний многочлен
В математиці (абстрактній алгебрі)  многочлен  від декількох змінних над полем називається гармонійним, якщо лапласіан цього многочлена дорівнює нулю.
Гармонійні многочлени утворюють векторний підпростір векторного простору многочленів над полем. Більш того, вони утворюють градуйований підпростір.
Лапласіан — це сума других часткових похідних по всіх змінних; він є інваріантним диференціальним оператором щодо ортогональної групи обертання.
Відповідно до стандартної теореми про розділення змінних будь-який многочлен від багатьох змінних над полем може бути розкладений в скінченну суму добутків радикального многочлена і гармонійного многочлена. Це еквівалентно тому, що кільце многочленів є вільним модулем над кільцем радикальних многочленів.